# Johann Tobias Beck
Johann Tobias Beck (født 22. februar 1804 i Balingen, død 28. december 1878 i Tübingen) var en tysk teolog.

## Liv og gerning
Han studerede i Tübingen og virkede efterfølgende som præst flere steder i sit hjemland Württemberg. I 1836 virkede han som professor i Basel, men i 1843 kom han atter til Tübingen. Hans egentlige fag var dogmatik og etik, men han var ligeledes kyndig i eksegese og pastoralteologi. Beck repræsenterede en streng og realistisk teologisk skole, kaldet den württembergske skole, som stod i modsætning til den samtidige kritisk-spekulative skole repræsenteret ved Ferdinand Christian Baur.
Hvad angår doktrinær videnskab, fastslog Beck, at der ikke var sådan noget som "spekulativ viden", men kun "troende viden", som han kaldte gnosis. Alt, hvad der ikke er bibelsk givet (og troet som sådan), kvalificerer ikke som ægte kendskab til Gud. Det behøver hverken menneskelig filosofi eller kirkesyntese for at være sandheden, selvom åndelig (pneumatisk) eksegese havde sin plads i kraft af Helligåndens arbejde. På den måde skal det videnskabelige teologiske system således reproducere det egentlige livssystem i den bibelske doktrin, for hvilken Guds sammenhængende aktivitet er central."
Beck introducerede Søren Kierkegaard til studenterne i Tübingen, hvilket medførte, at Kierkegaard efterfølgende fik en betydelig indflydelse på det württembergske kirkeliv. Omvendt spillede det i samtiden stærkt voksende missionsarbejde en ubetydelig rolle for Beck. Beck påvirkede flere ledende repræsentanter både i den finske og i den svenske kirke.

## Forfatterskab
- Einleitung in das System der christlichen Lehre (1838, andra upplagan 1870)
- Die christliche Lehrwissenschaft nach den biblischen Urkunden (1841)
- Umriss der biblischen Seelenlehre (1871)
- Christliche Reden (6 band, 1834-1870)
- Leitfaden der christlichen Glaubenslehre (1869)
- Christliche Liebeslehre (1872)
- Erklärung der zwei Briefe Pauli an Timotheus (1879)
- Pastorallehren nach Matthäus und der Apostelgeschichte (1880)
- Vorlesungen über christliche Ethik (3 band, 1882-83)
- Erklärung der Offenbarung Johannes 1-12 (1883)
- Erklärung des Briefs an die Römer (1884)
- Erklärung der Briefe Petri (1896)